# Microcachrys tetragona
Microcachrys tetragona — вид хвойних рослин родини подокарпових.

## Поширення, екологія
Країни поширення: Австралія (Тасманія). Зазвичай зустрічається в альпійських карликових чагарниках вище 1000 м над рівнем моря. Часто, але не завжди пов'язаний з іншими хвойними, такими як Podocarpus lawrencei, Diselma archeri і Pherosphaera hookeriana.

## Морфологія
Низький, розлогий, вічнозелений кущ із довгими тонкими, батогоподібними, 4-кутовими гілочками. Листки розташовані 4 правильними рядами, лускоподібні ≈ 1,5 мм довжиною, однорідні за розміром. Чоловічі й жіночі стробіли кінцеві на окремих пагонах тієї ж рослини; довгасті або яйцеподібні, ≈ 3 мм довжиною з 20 або більше тичинками. Жіночі стробіли яйцеподібні або округлі, 6–8 мм довжиною, м'ясисті, яскраво-червоні, при дозріванні; родючі луски круглі, кожна насінина оточена червоним м'якушем.

## Використання
Використання не записане для цього виду. Він рідкісний у вирощуванні в помірних частинах світу.

## Загрози та охорона
Ніяких конкретних загроз виявлено не було. Вогонь є потенційною загрозою і деякі аспекти зміни клімату можуть вплинути на його альпійські місця проживання в майбутньому. Багато субпопуляцій знаходяться в охоронних районах.